# Barra de Cahuacan
Barra de Cahuacan är en ort i Mexiko.   Den ligger i kommunen Tapachula och delstaten Chiapas, i den sydöstra delen av landet, 900 km sydost om huvudstaden Mexico City. Barra de Cahuacan ligger 11 meter över havet och antalet invånare är 243.
Terrängen runt Barra de Cahuacan är mycket platt. Havet är nära Barra de Cahuacan åt sydväst.  Närmaste större samhälle är Brisas Barra de Suchiate, 19,4 km sydost om Barra de Cahuacan. 